# Aeroporti in Slovacchia

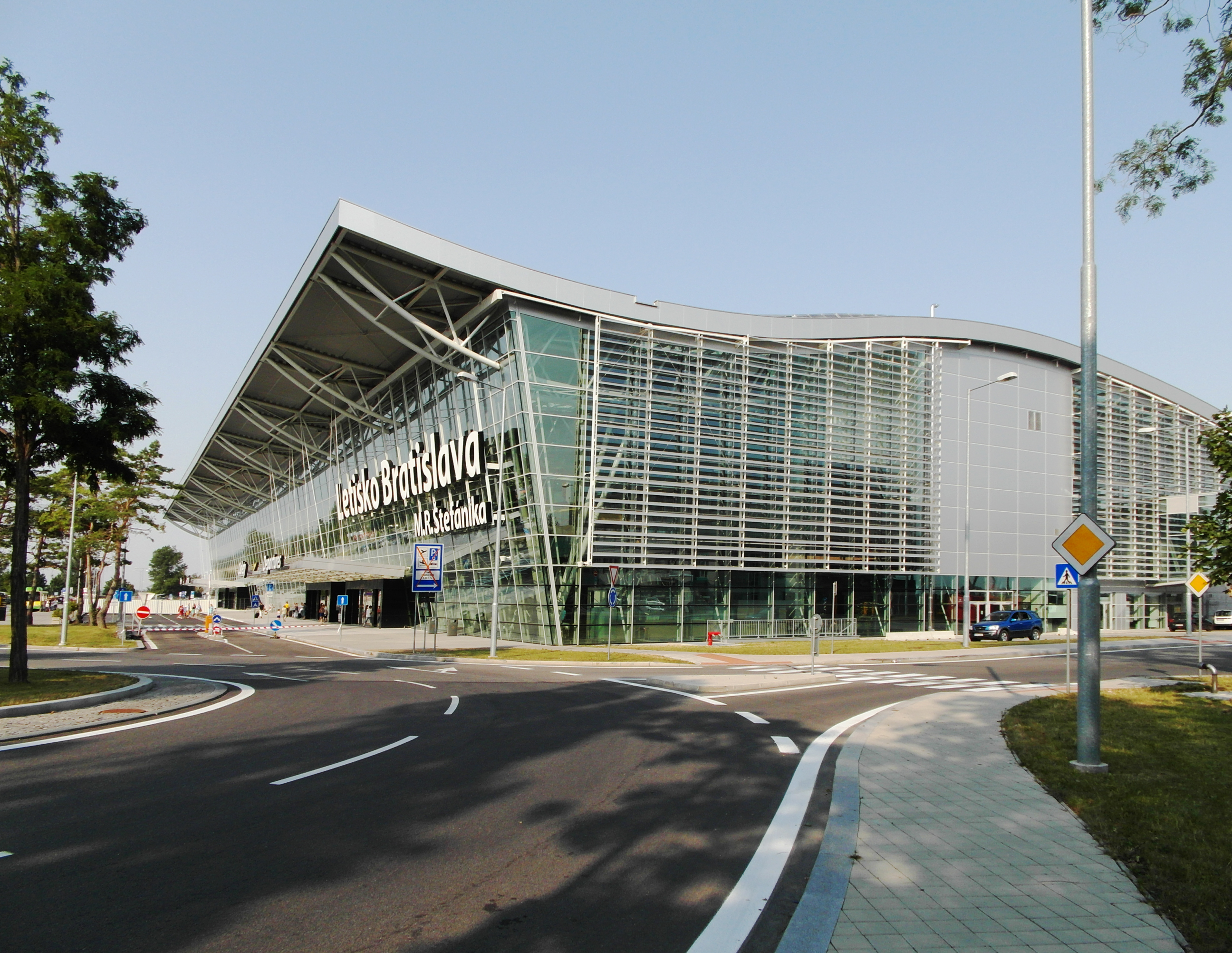
L'aeroporto di Bratislava-M.R. Štefánik.

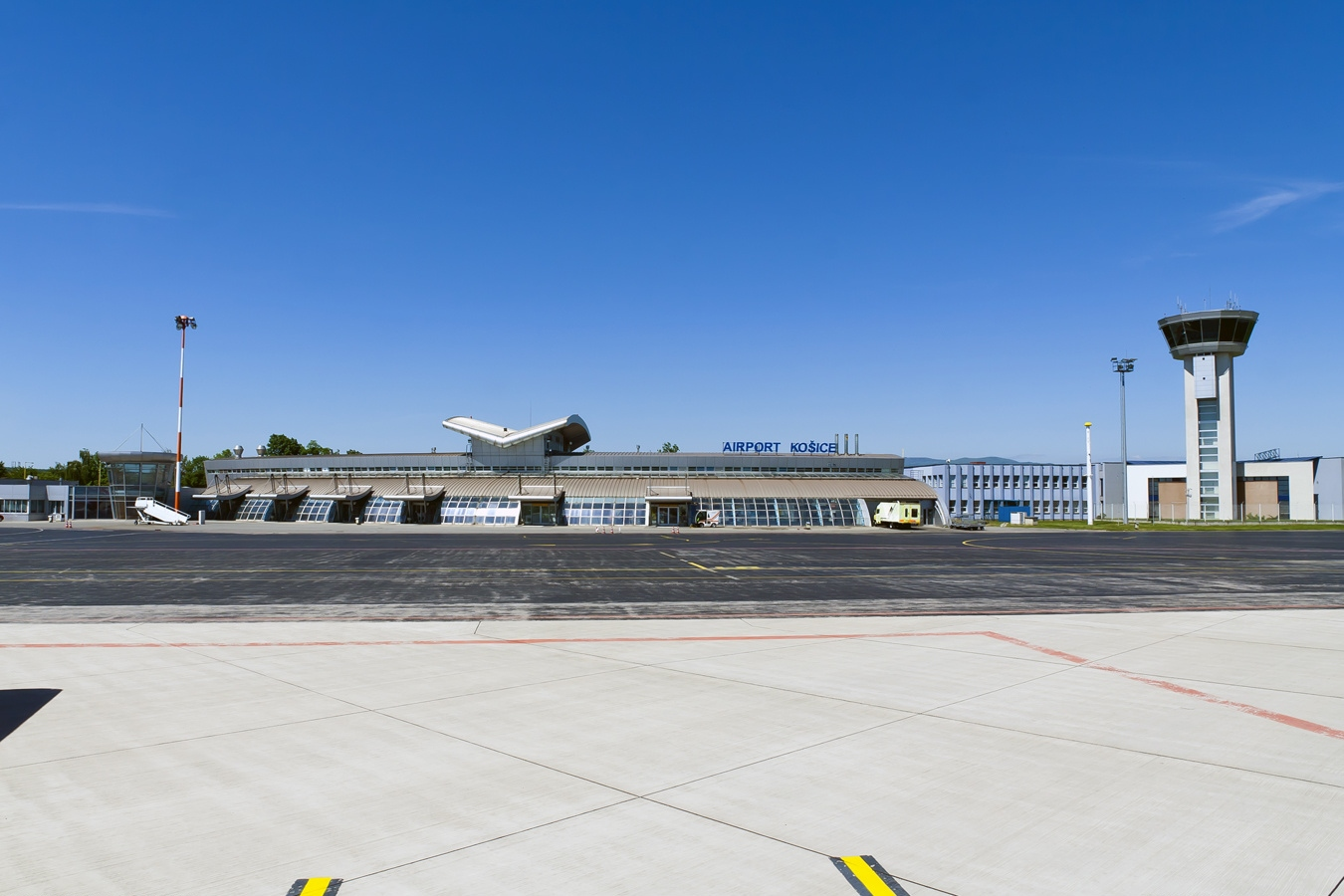
L'aeroporto di Košice.

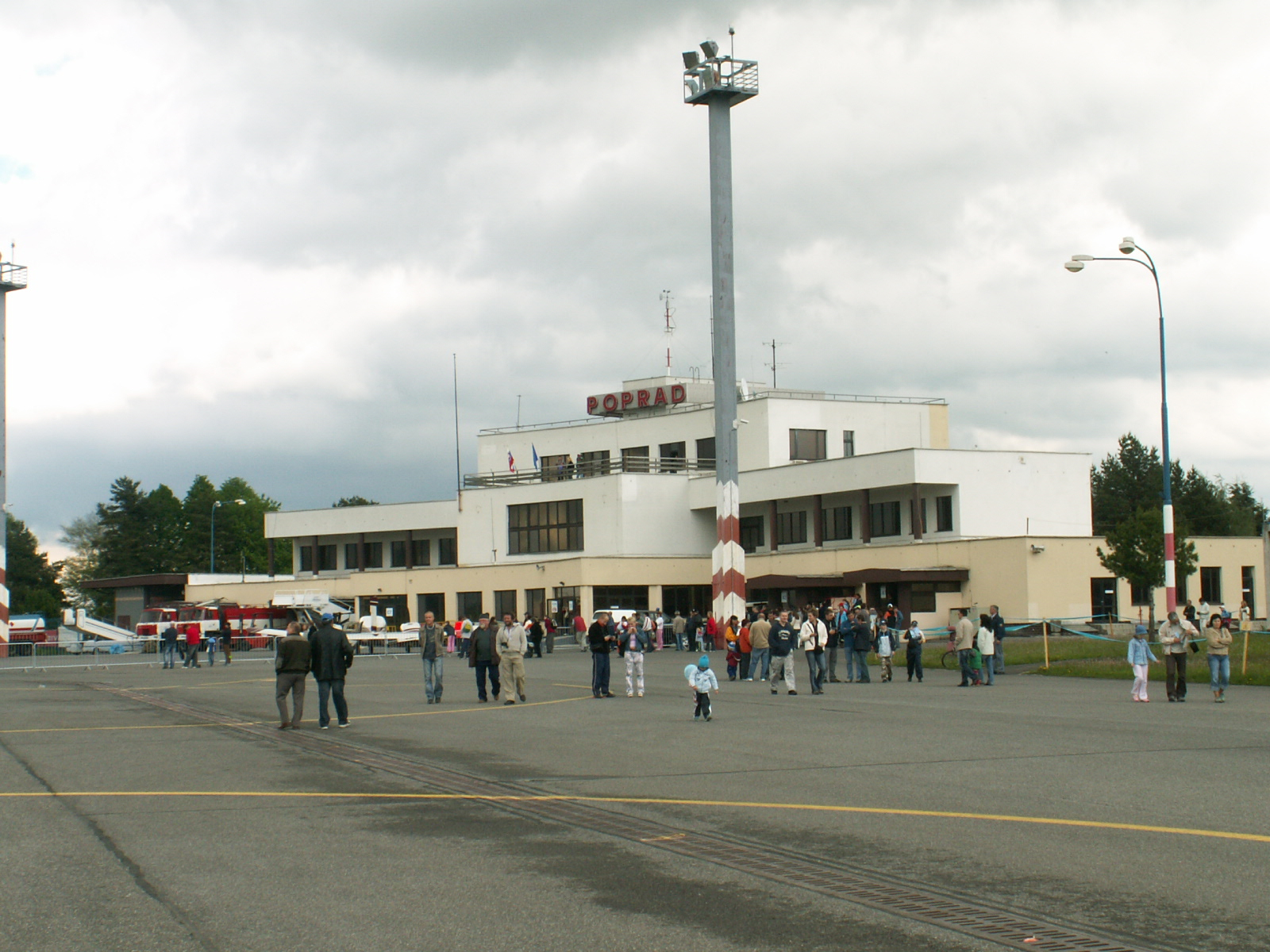
L'aeroporto di Poprad-Tatry.

La seguente è una lista di aeroporti in Slovacchia. In grassetto sono indicati gli aeroporti con voli di linea.

## Lista degli aeroporti

### Aeroporti civili pubblici
| Nome                                    | Città             | Regione         | ICAO | IATA |
| --------------------------------------- | ----------------- | --------------- | ---- | ---- |
| Aeroporto di Bratislava-M.R. Štefánik   | Bratislava        | Bratislava      | LZIB | BTS  |
| Aeroporto di Košice                     | Košice            | Košice          | LZKZ | KSC  |
| Aeroporto di Poprad-Tatry               | Poprad            | Prešov          | LZTT | TAT  |
| Aeroporto di Martin                     | Martin            | Žilina          | LZMA |      |
| Aeroporto di Nitra                      | Nitra             | Nitra           | LZNI |      |
| Aeroporto di Nové Zámky                 | Nové Zámky        | Nitra           | LZNZ |      |
| Aeroporto di Piešťany                   | Piešťany          | Trnava          | LZPP | PZY  |
| Aeroporto di Prievidza                  | Prievidza         | Trenčín         | LZPE |      |
| Aeroporto di Partizánske                | Partizánske       | Trenčín         | LZPT |      |
| Aeroporto di Slavnica-Dubnica nad Váhom | Dubnica nad Váhom | Trenčín         | LZDB |      |
| Aeroporto di Sliač                      | Sliač             | Banská Bystrica | LZSL | SLD  |
| Aeroporto di Spišská Nová Ves           | Spišská Nová Ves  | Prešov          | LZSV |      |
| Aeroporto di Svidník                    | Svidník           | Prešov          | LZSK |      |
| Aeroporto di Žilina                     | Žilina            | Žilina          | LZZI | ILZ  |

### Aeroporti civili non pubblici
| Nome                               | Città                 | Regione         | ICAO | IATA |
| ---------------------------------- | --------------------- | --------------- | ---- | ---- |
| Aeroporto di Bidovce               | Bidovce               | Košice          | ZZZZ |      |
| Aeroporto di Boleráz               | Boleráz               | Trnava          | LZTR |      |
| Aeroporto di Boľkovce              | Lučenec               | Banská Bystrica | LZLU | LUE  |
| Aeroporto di Dubová                | Dubová                | Banská Bystrica | LZDV |      |
| Aeroporto di Holíč                 | Holíč                 | Trnava          | LZHL |      |
| Aerodrome Jasna                    | Jasná                 | Žilina          | LZJS |      |
| Aeroporto di Kamenica nad Cirochou | Kamenica nad Cirochou | Prešov          | LZKC |      |
| Aeroporto di Boľkovce              | Lučenec               | Banská Bystrica | LZLU | LUE  |
| Aeroporto di Kráľová               | Kráľová pri Senci     | Banská Bystrica | LZKS |      |
| Aeroporto di Ražňany               | Ražňany               | Prešov          | LZRY |      |
| Aeroporto di Očová                 | Lučenec               | Banská Bystrica | LZOC | LUE  |
| Aeroporto di Ružomberok            | Ružomberok            | Žilina          | LZRU |      |
| Aeroporto di Senica                | Senica                | Trnava          | LZSE |      |
| Aeroporto di Šurany                | Šurany                | Nitra           | LZSY |      |
| Aeroporto di Trenčín               | Trenčín               | Trenčín         | LZTN |      |

### Aeroporti militari
| Nome                  | Città             | Regione    | ICAO | IATA |
| --------------------- | ----------------- | ---------- | ---- | ---- |
| Base aerea di Malacky | Kuchyňa / Malacky | Bratislava | LZMC |      |
| Base aerea di Prešov  | Prešov            | Prešov     | LZPW | POV  |

### Aeroporti del passato
| Nome                   | Città   | Regione    | ICAO | IATA |
| ---------------------- | ------- | ---------- | ---- | ---- |
| Aeroporto di Vajnory   | Vajnory | Bratislava | LZVB |      |
| Aeroporto di Luftwaffe | Vinné   | Košice     |      |      |